# Gerichtsbezirk Krainburg
Der Gerichtsbezirk Krainburg (slowenisch: sodni okraj Kranj) war ein dem Bezirksgericht Krainburg unterstehender Gerichtsbezirk im Kronland Krain. Er umfasste Teile des politischen Bezirks Krainburg (Kranj) und wurde 1919 dem Staat Jugoslawien zugeschlagen. Der Gerichtsbezirk Krainburg wies 1910 die sechstgrößte Einwohnerzahl aller Gerichtsbezirke auf.

## Geschichte
Der Gerichtsbezirk Krainburg entstand infolge eines Ministervortrags vom 6. August 1849, in dem die Grundzüge der Gerichtseinteilung festgelegt wurden. Nachdem im Dezember 1849 die Gebietseinteilung der Gerichtsbezirke sowie die Zuweisung der Gerichtsbezirke zu den neu errichteten Bezirkshauptmannschaften durch die „politische Organisierungs-Commission“ festgelegt worden war, nahmen die Bezirksgerichte der Krain per 1. Juni 1850 ihre Tätigkeit auf.
Dem Bezirksgericht Krainburg wurden durch die Landeseinteilung der Krain im März 1850 die 58 Gemeinden Babni Vert (Babendorf), Bela (Fellach), Bitnje (Feichting), Breg (Breg), Breg ob Savi (Ranndorf), Britof (Freithof), Cerkle (Zirklach), Česnjek (Kerstetten), Čirčiče (Zirtschisch), Druljovk (Drulouk), Goriče (Goritsche), Grad (Grad), Hraše (Hrasche), Hrastje (Hrastie), Huje (Huje), Jama (Jama), Klanc (Klanz), Kokra (Kanker), Kokrica (Kokritz), Kranj (Krainburg), Luže (Lausach), Mavčiče (Mauschitz), Moše (Mosche), Naklo (Naklas), Okroglo (Okroglo), Oprimskovo (Primskou), Pivka (Piuka), Podbrezje (Birkendorf), Podreče (Podretsche), Praše (Prasche), Predaslje (Predassl), Pšata (Beischeid), Rupa (Rupa), Šentjur (St. Georgen), Šenturška Gora (Ulrichsberg), Šmarten (St. Martin), Smlednik (Flödnig), Spodnja Besnica (Unterwessnitz), Spodnji Bernik (Unterfernik), Srednja Vas (Srednawass), Štefanja Gora (Stefansberg), Sterževo (Sterscheu), Stražiše (Straschische), Strohinj (Strochain), Suha (Sucha), Sveti Jošt (St. Jodozi), Tenetiše (Tenetische), Terboje (Terboje), Tupaliče (Tupalitsch), Udnji Boršt (Herzogsforst), Velesovo (Michelstetten), Viševk (Olscheuk), Voglje (Winklern), Zapoge (Seebach), Žeje (Scheje), Zgornja Besnica (Oberwessnitz) und Zgornji Bernik (Oberfernik) zugewiesen.
Zusammen mit den Gerichtsbezirken Bischoflack (Škofja Loka) und Neumarktl (Tržič) bildete der Gerichtsbezirk Krainburg den Bezirk Kranj.
| Jahr | Fläche (km²) | Ein- wohner | Slowenisch- sprachige | Deutsch- sprachige |
| ---- | ------------ | ----------- | --------------------- | ------------------ |
| 1880 |              | 22.776      | 22.378                | 248                |
| 1890 |              | 22.231      | 22.082                | 93                 |
| 1900 | 361,12       | 22.512      | 22.320                | 133                |
| 1910 | 361,12       | 22.397      | 22.216                | 75                 |

Der Gerichtsbezirk wies 1880 eine anwesende Bevölkerung von 22.776 Personen auf, wobei 22.378 Menschen Slowenisch und 248 Menschen Deutsch als Umgangssprache angaben. 1910 wurden für den Gerichtsbezirk 22.397 Personen ausgewiesen, von denen 22.216 Slowenisch (99,2 %) und 75 Deutsch (0,3 %) sprachen.
Durch die Grenzbestimmungen des am 10. September 1919 abgeschlossenen Vertrages von Saint-Germain wurde der Gerichtsbezirk Krainburg zur Gänze dem Königreich Jugoslawien zugeschlagen.

## Gerichtssprengel
Der Gerichtssprengel Krainburg umfasste infolge der Zusammenfassung der Katastralgemeinden zu Gemeinden 1910 die 13 Gemeinden Cerklje (Zirklach), Hrastje (Hrastie), Kranj (Krainburg), Mavčiče (Mautschitsch), Naklo (Naklas), Predoslje (Predassl), Preddvor (Höflein), Šenčur (St. Georgen), Smlednik (Flödnig), Sveti Jošt (St. Jodozi), Stražiše (Straschische), Velesovo (Michelstetten) und Voglje (Winklern).